# Ana Ivanović
Ana Ivanović (sârbă Ана Швајнштајгер / Ana Švajnštajger; n. 6 noiembrie 1987, Belgrad) este o fostă jucătoare sârbă de tenis care a fost numărul 1 mondial timp de 12 săptămâni.
A câștigat French Open 2008, și a fost finalistă la French Open 2007  și la Australian Open 2008, pierzând în fața lui Justine Henin și, respectiv, Maria Șarapova. S-a calificat la Turneul Campioanelor de trei ori, în 2007, 2008 și 2014.
Ivanovic a câștigat 15 titluri de simplu în Turul WTA și un titlu de Grand Slam la simplu, Openul Franței în 2008. În plus, în acest timp, ea a câștigat peste 15,5 milioane de dolari în premii în bani, clasându-se pe locul 25 în clasamentul din toate timpurile. În iunie 2011, ea a fost desemnată una dintre „30 de Legende ale tenisului feminin: trecut, prezent și viitor” de Time  și a fost inclusă pe lista „Top 100 ai celor mai mari jucători din toate timpurile” (masculini și feminini) de către reporterul Matthew Cronin.

## Viața personală
Ivanovic s-a născut la Belgrad, Iugoslavia. Mama ei, Dragana, avocată, a fost în tribune la  majoritatea meciurilor ei. Tatăl ei, Miroslav, un om de afaceri, a participat la cât mai multe turnee a putut. Ivanovic are un frate mai mic, Miloš, cu care îi plăcea să joace baschet.
A ținut pentru prima dată o rachetă de tenis în mână la vârsta de cinci ani, după ce a urmărit-o la televizor pe Monica Seleș, o compatriotă iugoslavă. La 13 ani s-a mutat să se antreneze la Basel, Elveția, datorită facilităților de antrenament. Managerul Dan Holzmann locuia la Basel, iar Ana și mama ei s-au mutat în Elveția când a semnat un acord cu antreprenorul elvețian. Când avea 15 ani, Ivanovic a petrecut patru ore într-un vestiar plângând după o înfrângere – prima la care a asistat noul ei manager. Ea a crezut că Dan Holzmann o va abandona, crezând că nu va fi suficient de bună pentru a deveni o jucătoare de tenis profesionistă. Cu toate acestea, el a rămas managerul ei de-a lungul întregii cariere. Ea și-a petrecut timpul liber antrenându-se și relaxându-se la Basel și a fost citată spunând că „apreciază singurătatea elvețiană” și „îmi place să mă antrenez aici, mai ales vara”.
Pe lângă cariera ei de tenis, a studiat finanțe la o universitate din Belgrad și spaniolă în timpul liber.. La 8 septembrie 2007, Ivanovic a devenit ambasador național UNICEF pentru Serbia, alături de Aleksandar Đorđević, Jelena Janković, Emir Kusturica și Novak Djokovic. Ea are un interes deosebit în domeniile educației și protecției copilului. Ivanovic a vizitat o școală primară din Serbia în timpul inaugurarii ei și a spus că „așteaptă și ea cu nerăbdare să intre în clasă și să cunoască mulți copii”.
În septembrie 2014, Ivanovic a început o relație cu fotbalistul profesionist german Bastian Schweinsteiger. S-au căsătorit la 12 iulie 2016, la Veneția. În 2018, ea a anunțat nașterea unui băiețel  la Chicago. În 2019, ea a născut al doilea fiu al lor.

## Cariera profesională

### 2004–2006: Primele trofee WTA
Anul 2004 a fost primul său sezon WTA complet, pe care reușește să-l termine în top 100, fiind sportiva cu cea mai puternică ascensiune a anului (a urcat 608 poziții). Aflată pe poziția 156 în lume, trece de calificări la turneul de la Zurich (al treilea turneu în care ajunge pe tabloul principal, după cele de la Viena și Birmingham) și o învinge în prima rundă pe franțuzoaica Tatiana Golovin, locul 29 în lume în acel moment. În runda a doua pierde în fața lui Venus Williams, după ce ratează 5 mingi de set în primul set și alte 3 în al doilea. Peste o săptămână, ajunge în sferturile de finală la Luxemburg (unde pierde în fața Medinei Garrigues), pentru ca pe 1 noiembrie să intre pentru prima oară în top 100, pe locul 96.
Anul 2005 este anul în care pătrunde în forță printre cele mai bune jucătoare ale lumii, câștigând primul său titlu WTA, la Canberra și terminând anul pe locul 16.
A câștigat chiar primul turneu al anului, cel de la Canberra International, după ce a învins-o pe Melinda Czink în finală. Clasamentul ei a continuat să crească după victoriile cu Svetlana Kuznetsova la Miami, Nadia Petrova tot la Miami și Vera Zvonareva la Varșovia, toate fiind jucătoare de top 10. Ivanovic a pierdut în fața Amélie Mauresmo la Australian Open în runda a treia, la Doha în runda a treia, după ce a menținut un avantaj cu 6–2, 2–0 și la Miami Masters în sferturi. Cu toate acestea, cea mai mare victorie a lui Ivanovic de până acum a fost eliminarea lui Amelie Mauresmo în runda a treia a Openului Francez. Ea a avansat în sferturile de finală ale celui de-al doilea turneu de Grand Slam, învingând-o pe Francesca Schiavone în runda a patra. A pierdut în sferturi în fața Nadiei Petrova. Ajunge în două semifinale consecutive, la Zurich și Linz, oprită la ambele turnee de Patty Schnyder.
Tot în 2005, pe lângă Roland Garros, și-a făcut debutul și la celelalte turnee de Grand Slam, pierzând la Australian Open și Wimbledon în runda a treia, iar la US Open (aflată în postura de favorită 18) în runda a doua.
A terminat anul pe o pozitie de 5 ori mai bună decât cea pe care era la început. Debutând la turneul de la Canberra pe locul 100, a ajuns mai întâi în top 50, pe 7 martie, iar după Wimbledon a pătruns în top 20, pentru a continua mai apoi să urce până pe 29 august, când se oprește pe locul 16.

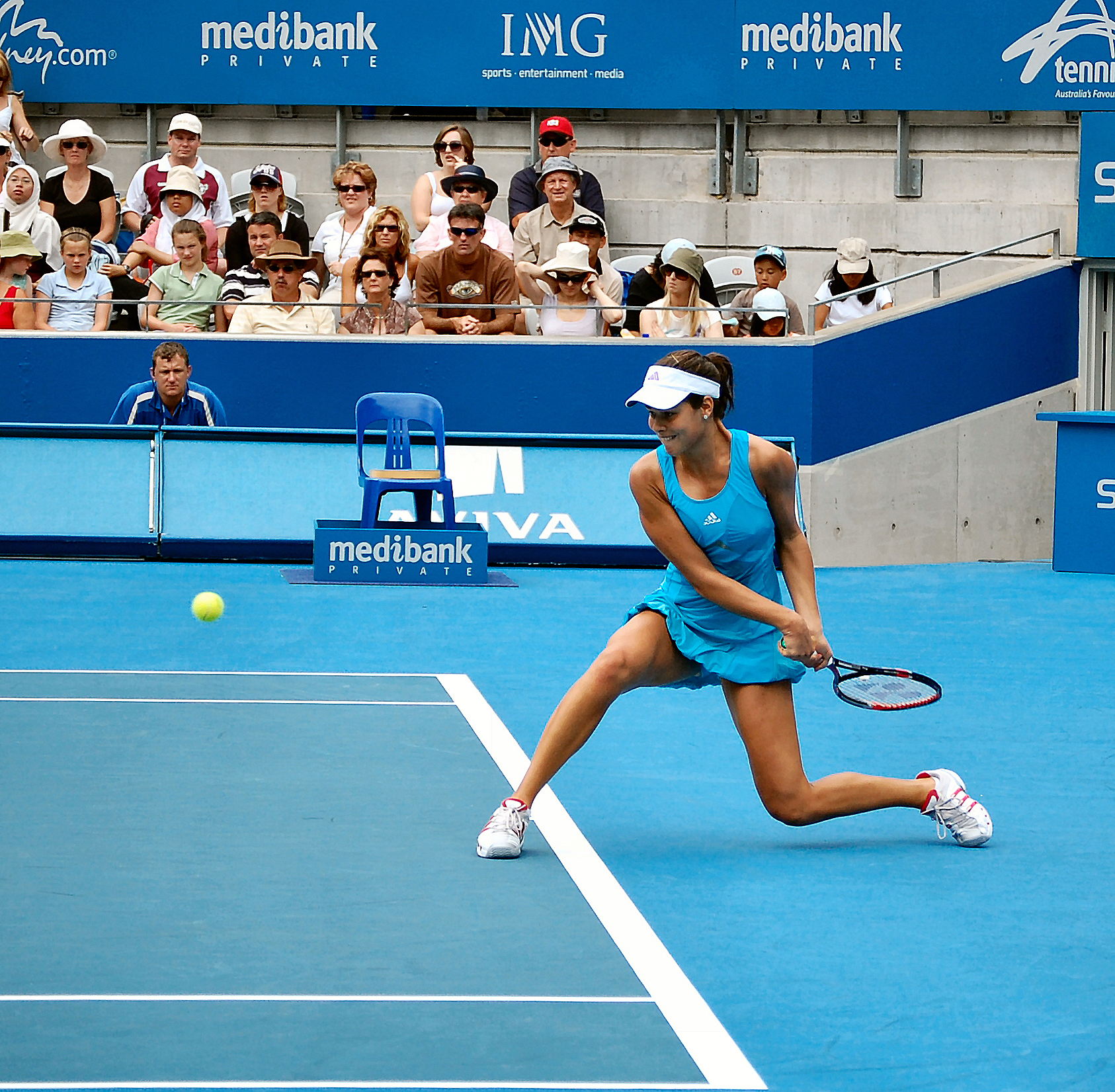
Backhandul Anei Ivanovic

Ivanovic a început sezonul 2006 la Cupa Hopman din Perth, Australia de Vest, cu colegul sârb Novak Djokovic, unde perechea a ratat finala cu puțin.
Ivanovic a ajuns în turul trei la French Open, înainte de a pierde în fața Anastasiei Mîșkina. Ea a progresat până în runda a patra la Wimbledon, dar a pierdut în fața campioanei și numărul 1 mondial, Amélie Mauresmo, în seturi consecutive, după ce a învins capul de serie nr. 14, Dinara Safina. Ivanovic a făcut progrese în august învingând-o pe o fostă clasată pe locul 1, Martina Hingis, în finala Cupei Rogers de la Montreal, înainte de a o învinge pe Jelena Janković, Katarina Srebotnik și pe jucătoarea din top-10 Dinara Safina. Acest lucru a condus-o în cele din urmă la câștigarea Statelor Unite Open Series, înaintea lui Kim Clijsters și Maria Șarapova. La US Open, ea a pierdut în fața Serenei Williams.
Ivanovic a mai jucat nouă turnee la dublu în 2006, făcând echipă cu Maria Kirilenko și Sania Mirza. Ivanovic și Kirilenko au făcut două semifinale și o finală; au încheiat anul pe locul 17 în cursa anuală către Campionate. Ivanovic a terminat anul pe locul 14 mondial la simplu și pe locul 51 la dublu.

### 2007: Prima finală de Grand Slam și intrarea în top 10

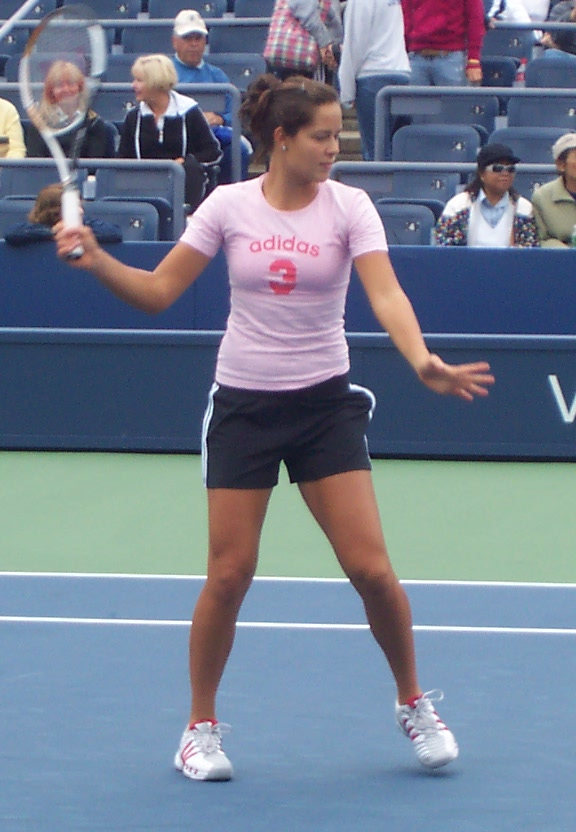
Încălzindu-se la US Open 2007

Cea mai notabilă performanță a sezonului este accederea în finală la Roland Garros, după ce le-a scos pe traseu pe Svetlana Kuznețova și Maria Șarapova, dar și pe românca Raluca Olaru. S-a văzut însă neputincioasă în finală, contra liderei WTA, belgianca Justine Henin.
La Wimbledon a făcut semifinale, trecând de Nadia Petrova și de Nicole Vaidisova, dar pierzând în fața viitoarei câștigătoare a turneului, Venus Williams, 2-6;4-6.
A reușit să câștige turneul de la Berlin, învingând-o într-o finală dramatică pe Svetlana Kuznețova, în trei seturi, 3-6;6-4;7-6. A ajuns în finală și la Tokyo, scoțându-le din cursă pe rând, pe Jelena Jankovic și Maria Șarapova (accidentată la umăr), dar a fost împiedicată să câștige titlul de Martina Hingis. La Amelia Island a jucat din nou semifinala după ce a învins-o pe Jankovic, pierzând de această dată în fața Tatianei Golovin.
A ajuns în sferturi la patru turnee, la Gold Coast (eliminată de Shahar Peer), la Sidney (înfrântă de Nicole Vaidisova), la Antwerp (scoasă din cursă de Kim Clijsters) și la 's-Hertogenbosch, unde a pierdut în fața Danielei Hantuchova.
După Wimbledon, și-a continuat seria bună, câștigând turneul de la Los Angeles, după o victorie cu 7-5;6-4, în finală, asupra Nadiei Petrova. La US Open, Ana s-a oprit în optimi, după ce a trecut de Aiko Nakamura, Aravane Rezai și Vera Dușevina, învinsă, ca și la Wimbledon, de Venus Williams, 6-4;6-2.
A participat în premieră la Turneul Campioanelor de la Madrid, unde a ajuns până în semifinale. Le-a învins în grupe pe Svetlana Kuznețova, 6-1;4-6;7-5 și pe Daniela Hantuchova, 6-2;7-6(9) și a pierdut cu Maria Șarapova, 1-6;2-6. În semifinale, a cedat la Justine Henin, 4-6;4-6.

### 2008: Campioană la French Open și numărul 1 mondial
Începe sezonul 2008 cu un turneu demonstrativ, la Hong Kong. Nu se descurcă însă foarte grozav și pierde ambele meciuri disputate, cu Elena Dementieva și cu Shuai Peng.
La Sidney, participă la primul turneu pe puncte al anului, ajungând până în semifinale. După ce în optimi o învinge pe Virginie Razzano în trei seturi, 6-1;2-6;7-5, trece în sferturi de Katarina Srebotnik, tot în trei seturi, 6-3;3-6;6-2. Este blocată însă în penultimul act de către Justine Henin, deși reușește să-i fure un set, 6-2;2-6;6-4.
La Australian Open joacă a doua finală de Grand Slam a carierei, dar o pierde și pe aceasta, în fața Mariei Șarapova. Obține apoi victoria în turneul de la Indian Wells și ajunge din nou în finala de la Roland Garros, cucerind de această dată trofeul după victoria împotriva rusoaicei Dinara Safina. Doar prin calificarea în finală, Ivanovic își asigurase locul întâi în clasamentul mondial.
Începe o pantă descendentă, fiind eliminată în turul 2 la Wimbledon, apoi abandonând în turneul olimpic. Este eliminată tot în turul doi la US Open, și pierde poziția de lider al ierarhiei feminine. Mai câștigă un singur turneu până la finalul anului, în Austria, la Linz.

### 2009: Ieșirea din top 10
La Australian Open, Ivanovic a fost cap de serie nr. 5 și a câștigat primele două meciuri în seturi consecutive, înainte de a pierde în runda a treia în fața rusoaicei Alisa Kleybanova, cap de serie nr. 29.
Ivanovic a participat la victoria Serbiei în Fed Cup în meciul din Grupa Mondială a II-a împotriva Japoniei. Ea i-a învins pe Ai Sugiyama și Ayumi Morita ajutând Serbia să câștige cu 4-1. La Barclays Dubai Tennis Championships, un eveniment Premier-5, ea a pierdut în sferturile de finală cu Serena Williams. În această perioadă, Ivanovic a început să lucreze cu noul ei antrenor Craig Kardon, după ce s-a despărțit de fostul antrenor Sven Groeneveld.

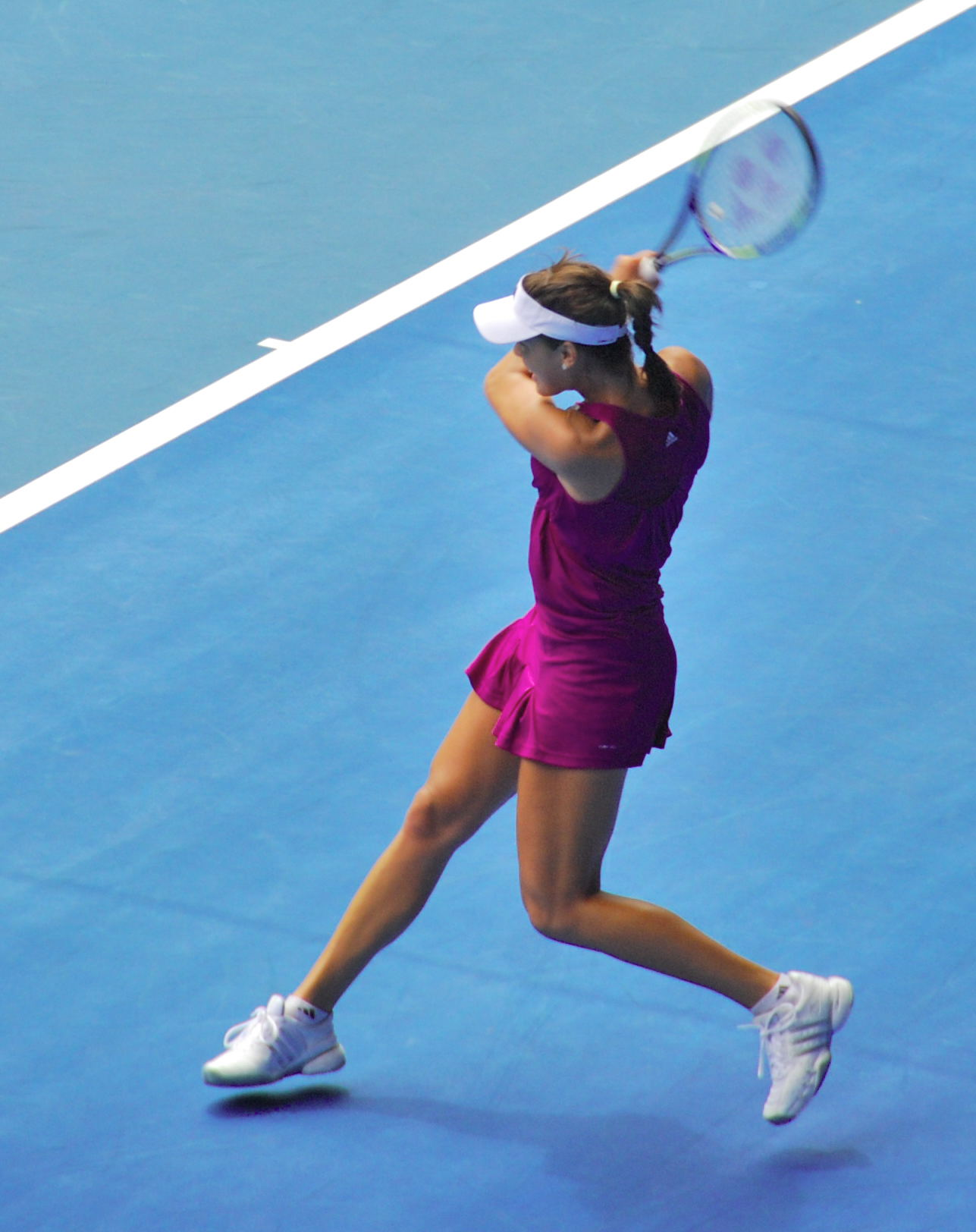
La Australian Open 2009

La BNP Paribas Open de la Indian Wells, unde a fost campioană en-titre, Ivanovic a avansat în finală, înainte de a pierde în fața Verei Zvonareva. La Miami Open, Ivanovic a pierdut în runda a treia în fața lui Ágnes Szávay. În aprilie, ea a participat la play-off-ul grupelor mondiale Fed Cup a Serbiei împotriva Spaniei. Ea a învins-o pe Anabel Medina Garrigues pentru a ajuta Serbia să promoveze în Grupa Mondială cu o victorie cu 4-0.
La French Open, Ivanovic a câștigat primele trei meciuri în seturi consecutive, înainte de a pierde cu Victoria Azarenka în runda a patra. Această ieșire timpurie a făcut-o pe Ivanovic să cadă din top zece pentru prima dată din mai 2007. După pierdere, Ivanovic a anunțat că va înceta să mai lucreze cu Craig Kardon și că va participa la programul de dezvoltare a jucătorilor adidas, unde ea va fi antrenată de Sven Groeneveld, Darren Cahill, Mats Merkel și Gil Reyes.
La Wimbledon, Ivanovic a fost cap de serie nr. 13. Ea a avut două puncte de meci împotriva lui Lucie Hradecká, înainte de a se impune. Ea a învins-o apoi pe Sara Errani și pe Samantha Stosur în runda a doua și a treia, înainte de a se retrage în meciul împotriva viitoarei finaliste Venus Williams.  La Rogers Cup de la Toronto, Ivanovic a învins-o pe Magdaléna Rybáriková în prima rundă, însă în runda a doua a fost eliminată de Lucie Šafářová.
La US Open, Ivanovic a pierdut în prima rundă a unui Grand Slam pentru prima dată în carieră, cedând în fața Katerinei Bondarenko. După meci, fosta campioană de la Wimbledon, Pat Cash, a criticat noua mișcare de serviciu a lui Ivanovic, declarând că vizionarea acestuia a fost o „experiență dureroasă” și că „i-a slăbit amenințarea”. De asemenea, a simțit că Ivanovic „supra-analiza” jocul ei și că principala ei problemă era „lipsa ei de încredere”.
La Premier 5 Pan Pacific Open de la Tokyo, Ivanovic a suferit a treia ei înfrângere consecutivă pierzând cu Lucie Šafářová în prima rundă. Invocând o infecție a tractului respirator superior, Ivanovic s-a retras de la China Open și a anunțat pe site-ul ei că își ia concediu pentru restul anului. A încheiat anul cu un record de 24–14, cel mai slab de când a devenit profesionistă și nu a câștigat nici un titlu. Ivanovic a ajuns doar la trei sferturi de finală, o semifinală și o finală. A încheiat anul pe locul 22, prima dată când a fost clasată în afara top-20 din iulie 2005.

### 2010: Revenirea în top-20

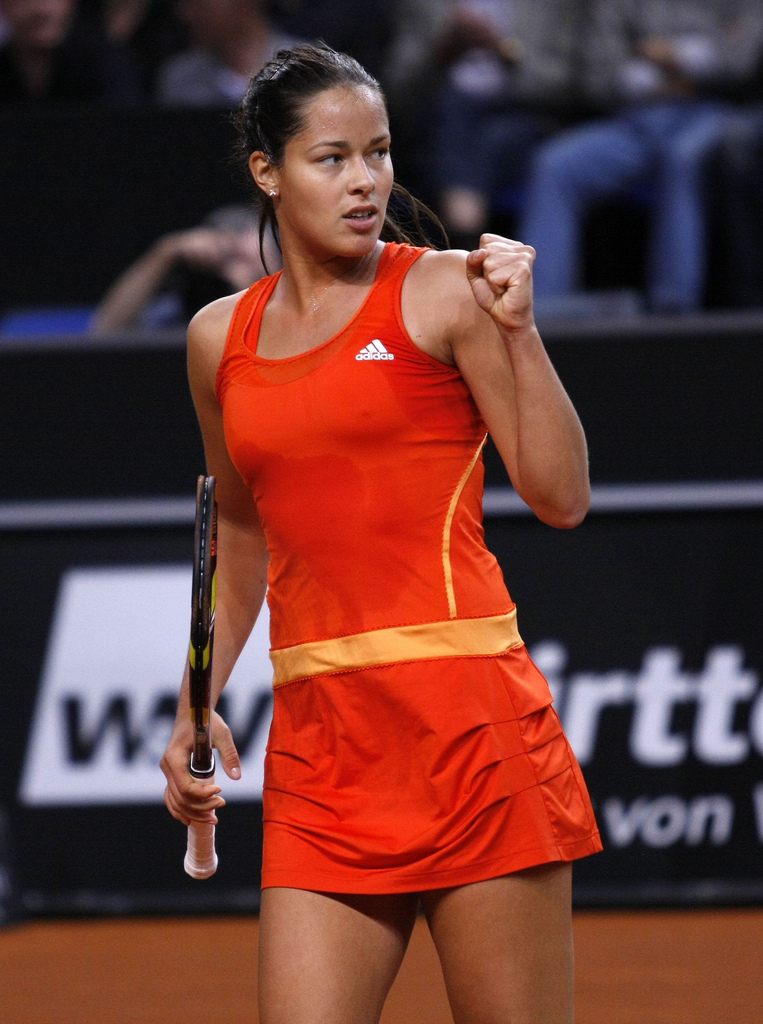
Ivanovic la Porsche Tennis Grand Prix 2010

Ivanovic a ajuns în prima ei finală de la Indian Wells în 2009. Ea a învins-o pe Flavia Pennetta în runda a patra și a ajuns în meciul din semifinale după retragerea Sybillei Bammer, unde a confruntat-o pe rusoaica Anastasia Pavliucenkova, pe care a eliminat-o în două seturi. În finală a fost învinsă de Vera Zvonareva. Ivanovic a fost cap de serie nr. 20 la Australian Open, dar a pierdut cu Gisela Dulko în runda a doua, în trei seturi. Apoi a participat în runda de deschidere a Fed Cup în meciul Serbiei împotriva Rusiei; a câștigat meciurile de simplu și a pierdut meciul de dublu.
Ivanovic a anunțat că va lucra cu fostul antrenor al lui Steffi Graf, Heinz Günthardt, pe o perioadă de probă, în timpul sezonului de primăvară nord-american, suspendându-și relația cu Programul de Dezvoltare a Jucătorilor Adidas pe termen nelimitat. În primul ei meci în calitate de elevă a lui Gunthardt, un meci împotriva campioanei en-titre de la US Open, Kim Clijsters, în Cupa Billie Jean King din 2010 de la Madison Square Garden, Ivanovic a pierdut la un tiebreak, în ciuda faptului că a deținut un punct de meci. După meci, Ivanovic a declarat că a observat îmbunătățiri în jocul ei.
În ciuda îmbunătățirilor sale, Ivanovic a pierdut meciul de deschidere de la Indian Wells, suferind patru înfrângeri consecutive pentru prima dată. Pierzând, de asemenea, un număr mare de puncte de clasament, Ivanovic a coborât din top 50 pentru prima dată din martie 2005. Cap de serie nr. 25 la Miami Open, Ivanovic a câștigat primul ei meci de la Australian Open, dar apoi a pierdut în fața Radwańska în runda a treia.
Ivanovic a pierdut din nou în fața lui Radwańska la Porsche Tennis Grand Prix. La Roma, unde nu a fost favorită, Ivanovic a avut cea mai bună săptămână de tenis din ultimii aproape doi ani. Ea le-a învins pe jucătoarele din top-10 Victoria Azarenka și Elena Dementieva și pe jucătoarea din top-20 Nadia Petrova, toate în seturi consecutive, înainte de a pierde în semifinale în fața celei care a câștigat turneul, María José Martínez Sánchez. I s-a acordat un wildcard la Madrid Open și a intrat direct în runda a doua datorită apariției ei în semifinale la Openul Italiei. Ea a fost prima jucătoare care nu a fost cap de serie și care a intrat direct în runda a doua din istoria Turului WTA. A pierdut în runda a doua în fața Jelenei Janković, în ciuda faptului că a condus cu un set și un break. 

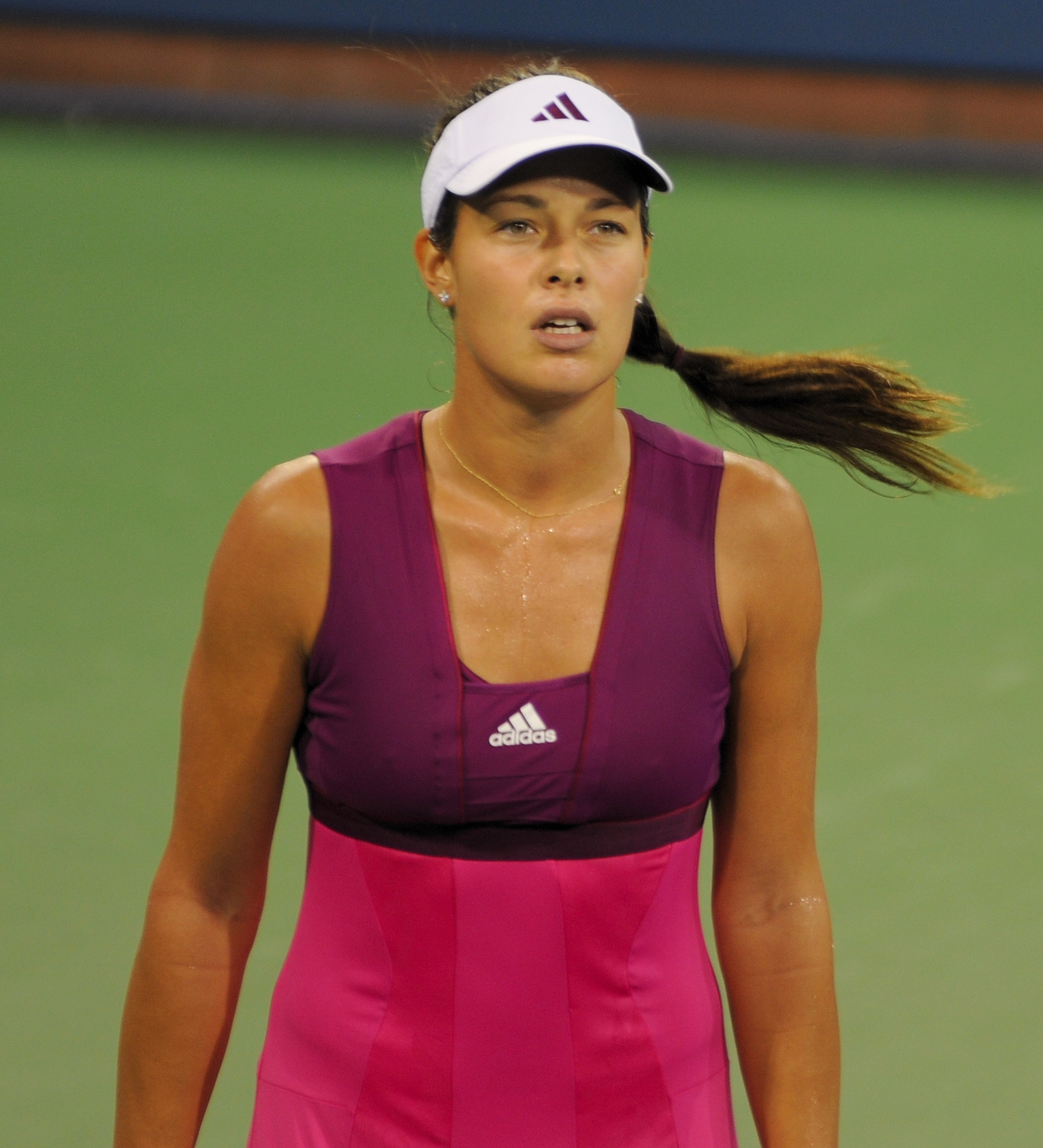
Ana Ivanović la US Open 2010

A intrat la French Open fără a fi cap de serie la un turneu de Grand Slam pentru prima dată din 2005. Ea a pierdut în fața Alisei Kleybanova în runda a doua. În runda de deschidere de la Stanford, Ivanovic și-a răzbunat înfrângerile de la Australian Open din 2009 și French Open din 2010, învingând-o pe Alisa Kleibanova, înainte de a pierde în runda următoare în fața lui Marion Bartoli în seturi consecutive. La Cincinnati Masters, a învins-o pe Victoria Azarenka în trei seturi. Ivanovic s-a retras din meciul împotriva lui Kim Clijsters în semifinale din cauza unei accidentări la picior. Clasamentul ei s-a îmbunătățit, ajungând pe locul 39 mondial. Accidentarea a făcut-o să se retragă din New Haven. Fără a fi cap de serie la US Open, Ivanovic a intrat în runda a patra cu victorii în seturi consecutive, înainte de a pierde în fața campioanei en-titre Kim Clijsters.
Intrând la Linz Open cu wildcard, Ivanovic a învins-o pe Patty Schnyder în finală în seturi consecutive, în doar 47 de minute de joc. La Luxemburg Open a ajuns în sferturile de finală, înainte de a pierde în fața favoritei nr. 8 Julia Görges. Ivanovic a dezvăluit că și-a încheiat relația de antrenoriat cu starul elvețian Heinz Günthardt, deoarece Gunthardt nu a vrut să călătorească cu normă întreagă și a amestecat interesul său pentru tenis cu meseria de comentator la televiziunea elvețiană.
În virtutea titlului său la Linz, Ivanovic s-a calificat la ultimul turneu al sezonului, Turneul Campioanelor. Ea a ajuns în finală, unde a învins-o pe Kleibanova pentru al zecelea titlu din carieră și al doilea al anului. A câștigat zece din ultimele ei treisprezece meciuri. La sfârșitul anului s-a clasat pe locul 17.

### 2011: Forma inconsistentă

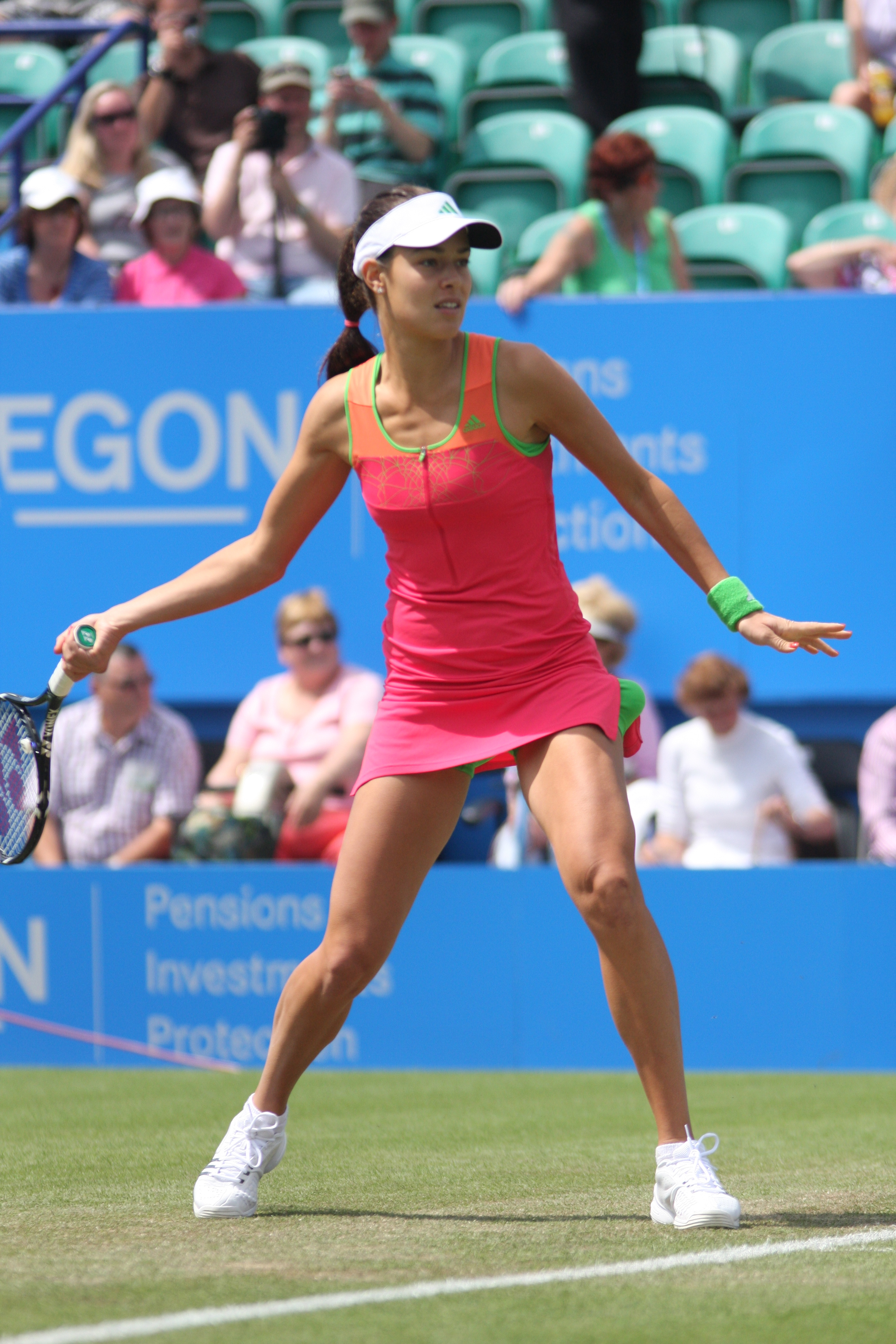
Ivanovic la Eastbourne 2011

Ivanovic a început anul 2011 cu Cupa Hopman din Perth, Australia de Vest. Ea a concurat alături de Novak Djokovic și s-au calificat în finală, dar din cauza unei accidentări suferite în timpul meciului lui Ivanovic cu Justine Henin, Serbia a fost nevoită să se retragă. Odată cu Cupa Hopman, Ivanovic s-a retras și de la Sydney International. Favorită 19 la Australian Open, ea a pierdut cu Ekaterina Makarova în prima rundă în 2 ore și 47 de minute.
Ivanovic a jucat apoi la PTT Pattaya Open, unde a pierdut în sferturi în fața favoritei 5 Roberta Vinci în seturi consecutive. La Dubai, a pierdut împotriva lui Patty Schnyder, declarând după meci că pierderea a fost cauzată în parte de accidentarea abdominală suferită la începutul sezonului; ulterior s-a retras de la Doha.
În runda a patra de la Indian Wells, Ivanovic a învins-o pe Jelena Janković, dar a pierdut în sferturile de finală cu Marion Bartoli. Ea a jucat apoi la Miami și a pierdut împotriva campioanei en-titre Kim Clijsters în runda a patra, în ciuda faptului că avea un avans de 5–1, 40–0 în al treilea set și avea cinci puncte de meci.

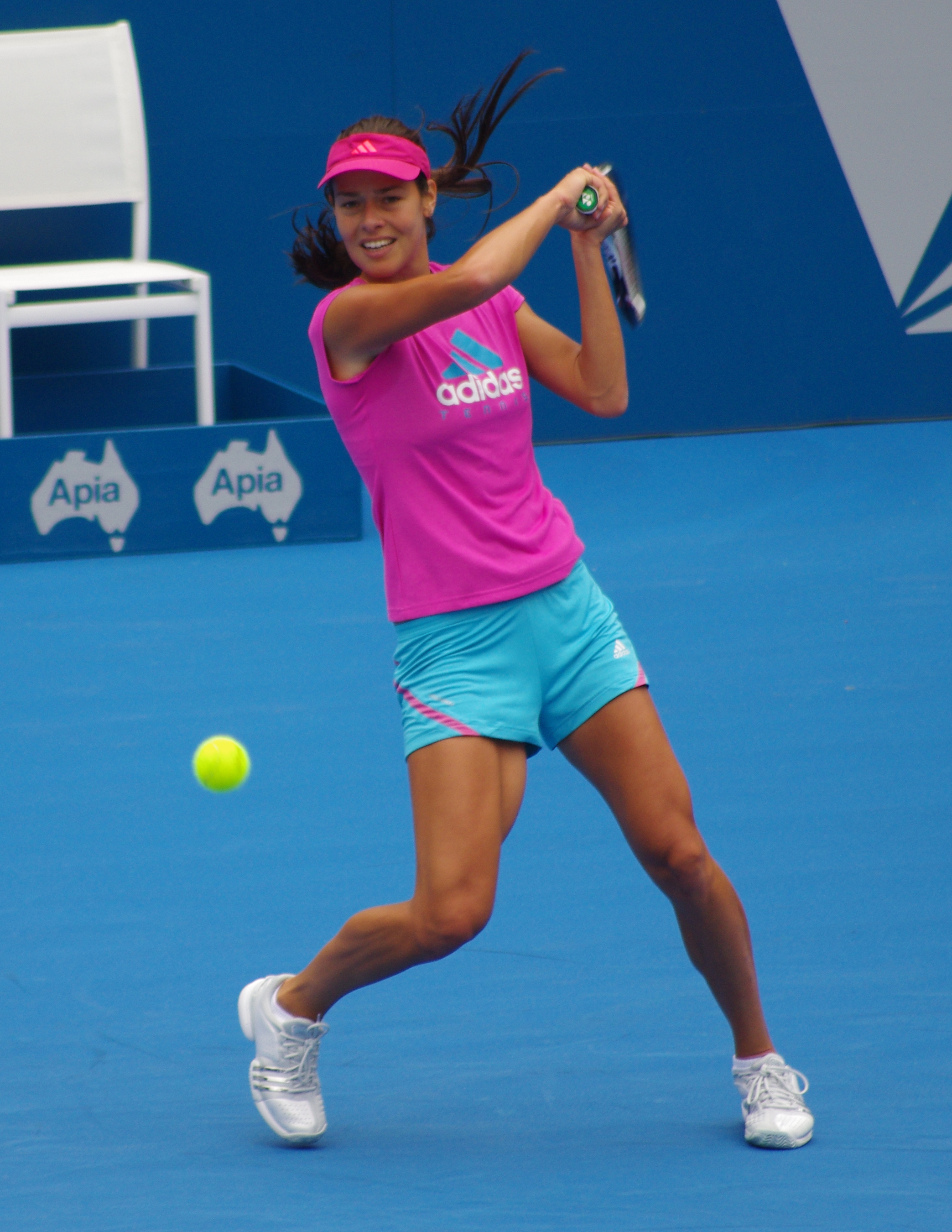
A fost eliminată în prima rundă la Apia Sydney

Ivanovic a pierdut cu Bethanie Mattek-Sands în prima rundă de la Madrid. Ivanovic s-a îndreptat spre Roma unde a pierdut în runda a doua în fața Yaninei Wickmayer în trei seturi. Ivanovic a pierdut din nou în prima rundă de la French Open în fața Johannei Larsson. A avut o ușoară renaștere la Birmingham Classic, ajungând în semifinale, dar a pierdut cu Hantuchová în trei seturi. La Eastbourne International a pierdut cu Venus Williams în runda a doua.
După Wimbledon 2011, unde a ajuns până în runda a treia, Ivanovic l-a angajat ca antrenor pe Nigel Sears. La Carlsbad, ea a ajuns în semifinale, unde a fost învinsă de Vera Zvonareva în trei seturi. La Toronto și Cincinnati a câștigat un total de trei meciuri, dar împotriva unor jucătoare venite din calificări. 
Cap de serie nr. 16 la US Open, ea a învins-o pe Ksenia Pervak, a primit un walkover de la Petra Cetkovská și a învins-o pe Sloane Stephens în seturi consecutive înainte de a pierde în fața viitoarei finaliste Serena Williams. De asemenea, a jucat alături de compatriotul Nenad Zimonjić în competiția de dublu mixt pentru prima dată, dar a pierdut împotriva lui Mariusz Fyrstenberg și Chan Yung-jan în două seturi.
Ivanovic a primit un wild card pentru a juca la Turneul Campioanelor, apărându-și titlul și cucerind al 11-lea titlu WTA. A fost prima dată când și-a apărat titlul într-un turneu.

### 2012-2013: Sferturi de finală la US Open și finala Fed Cup

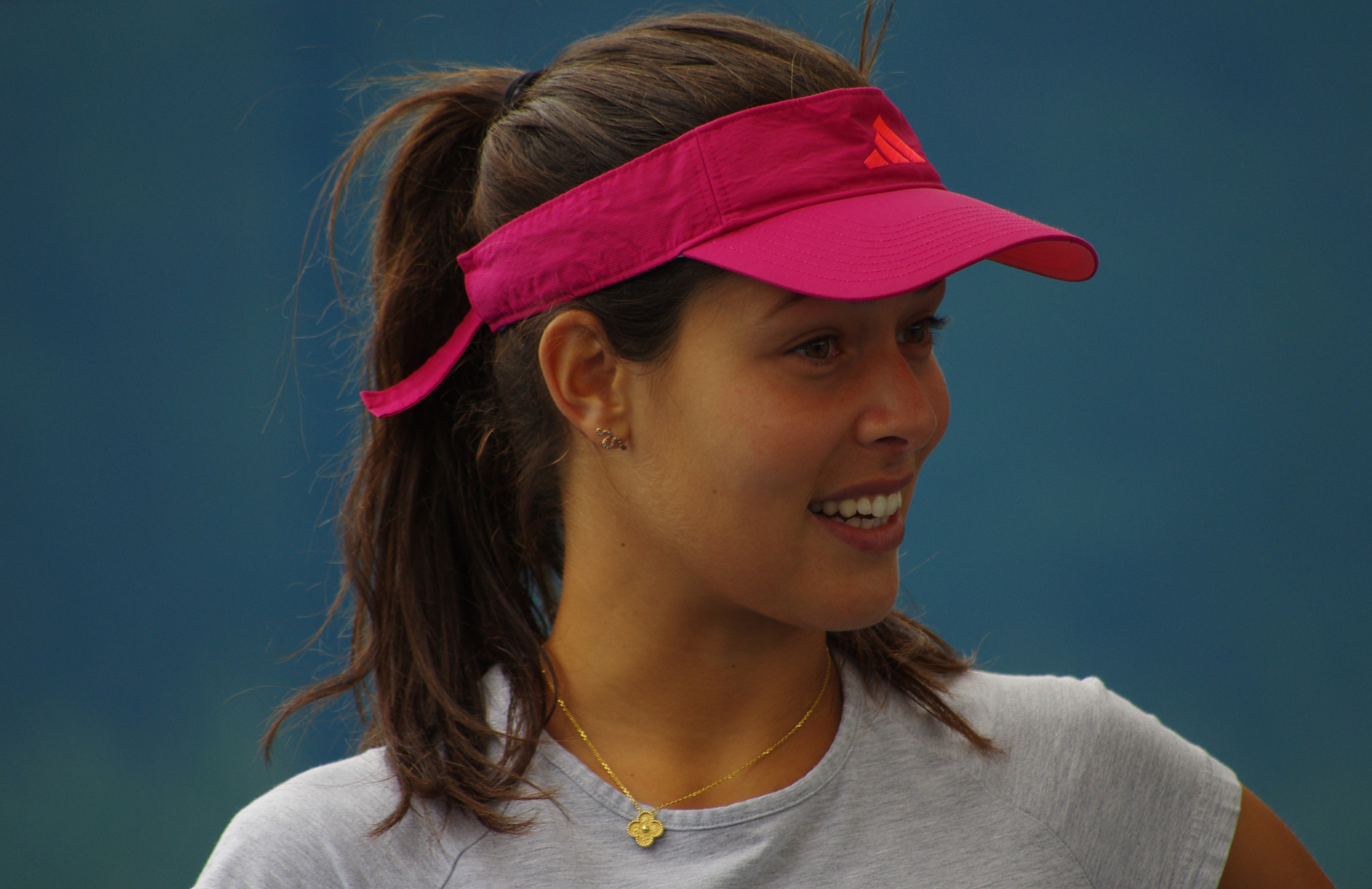
La Apia International 2012

Ivanovic și-a început sezonul la Brisbane, unde a fost învinsă în turul doi de Kim Clijsters în trei seturi, în ciuda faptului că a condus cu 3–0 în setul final. Ivanovic a mers la Indian Wells unde a reușit să facă ajungă în semifinale, înregistrând victorii în fața fostului nr. 1 mondial Caroline Wozniacki și Marion Bartoli. S-a retras în meciul împotriva Mariei Șarapova după ce a pierdut primul set. La Miami Open, ea a învins-o pe Daniela Hantuchová înainte de a pierde cu Venus Williams în runda a patra, în ciuda faptului că deținea un avantaj de un set. În ciuda acestei înfrângeri, ea a ajuns în top 15 pentru prima dată din 2009 și a devenit jucătoarea sârbă numărul 1 pentru prima dată din 2008.
Ivanovic s-a dus apoi la Moscova pentru semifinalele Fed Cup, unde, după ce a pierdut în trei seturi strânse în fața Svetlanei Kuznetsova, și-a revenit și a învins-o pe Anastasia Pavlyuchenkova pentru a pune Serbia în avantaj, 2–1. Conaționala Jelena Janković a trimis Serbia în finala Fed Cup pentru prima dată în istorie.
Cap de serie nr. 13 la Roland Garros, Ivanovic le-a învins pe Lara Arruabarrena Vecino și Shahar Pe'er, pierzând doar șase game-uri pe parcursul celor două meciuri. În runda a treia a pierdut în fața Sarei Errani. La Wimbledon a intrat cap de serie nr. 14 și le-a învins pe María José Martínez Sánchez, Katerina Bondarenko și Julia Görges pentru a ajunge în runda a patra, cel mai bun rezultat al ei acolo din 2009. Apoi a fost învinsă de Azarenka.. În ciuda pierderii, a urcat pe locul 12 în clasament.

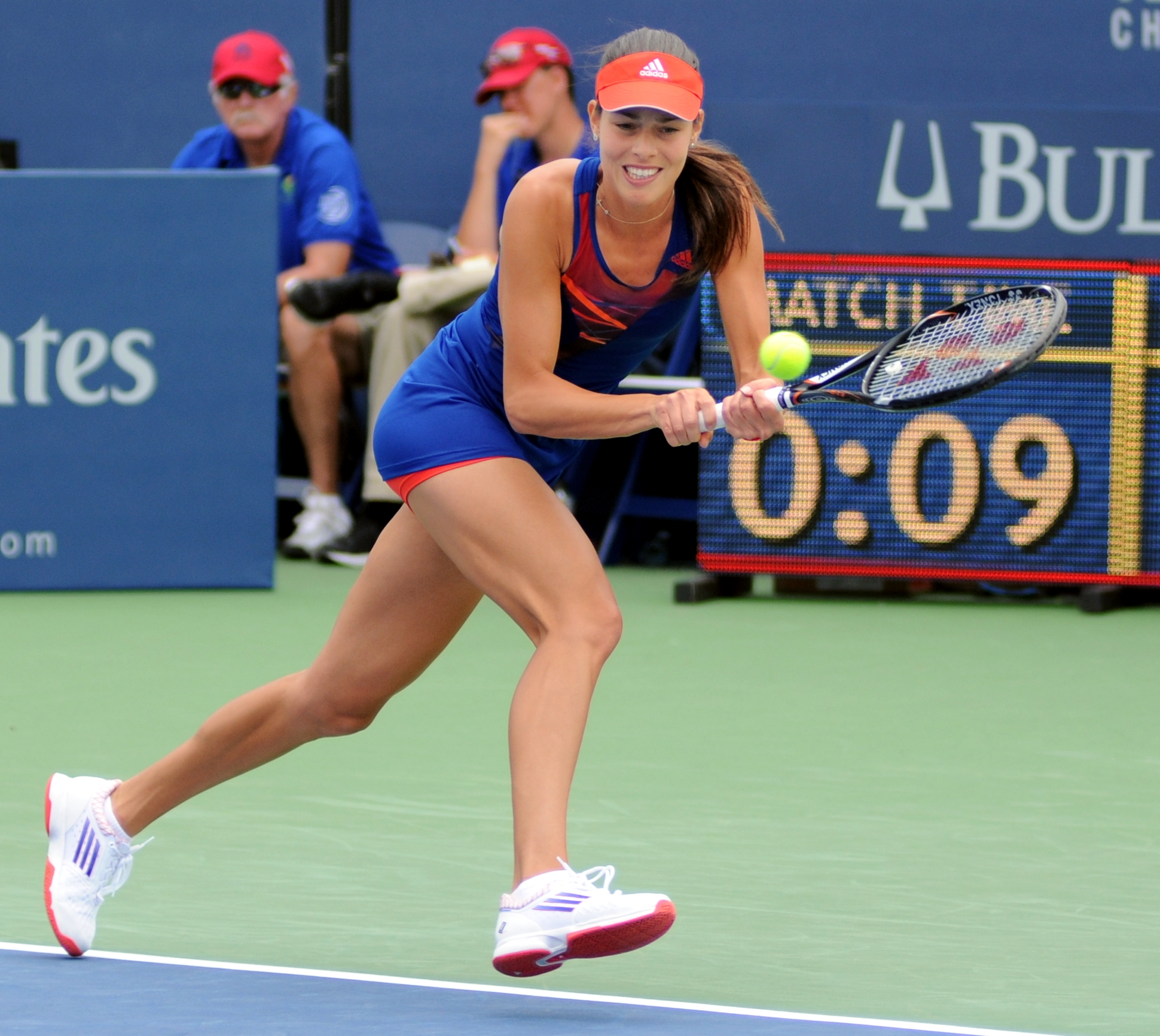
În sferturile de finală la Southern California Open

Și-a făcut debutul olimpic la Jocurile Olimpice de vară de la Londra, participând atât la simplu feminin, cât și la dublu mixt cu Nenad Zimonjić. Ea le-a învins pe Christina McHale și pe Elena Baltacha în seturi consecutive, înainte de a pierde pentru a șasea oară cu Kim Clijsters în runda a treia. Ea a făcut echipă cu Zimonjić pentru competiția de dublu mixt, unde au pierdut împotriva indienilor Mirza și Paes în runda de deschidere.
A început 2013 jucând la Cupa Hopman cu Novak Djokovic, unde au fost cap de serie. Au învins următoarele echipe: Italia 2:1, Australia 2:1 și Germania 3:0. În finală au fost învinși de Spania. La Australian Open, ea a ajuns cu succes în runda a patra a turneului, trecândde Melinda Czink, Yung-Jan Chen și Jelena Janković. A pierdut în cele din urmă cu Agnieszka Radwańska în două seturi. Ivanovic a jucat la Pattaya City ca favorită nr. 1 dar a pierdut în prima rundă în fața lui Ayumi Morita. Ivanovic era programată apoi să joace la Fed Cup, dar s-a retras din cauza unei accidentări la umăr. Ivanovic a concurat la Qatar Open ca favorită 12. Ea a ajuns în runda a treia, dar a pierdut în fața Agnieszka Radwańska. A ajuns în runda a doua la Campionatul de tenis de la Dubai, înainte de a pierde în fața  Petrei Kvitová.
În ciuda unui început lent al sezonului 2013, Ivanovic a făcut progrese bune în sezonul pe zgură. Ea a ajuns în sferturile de finală la Stuttgart în ciuda faptului că nu a fost cap de serie și a reușit să ajungă în semifinalele de la Madrid Open pentru prima dată în carieră.  Atât la Stuttgart, cât și la Madrid, cursele ei au fost înfrânte de campioana de la la Openul Franței din 2012, Maria Șarapova. La French Open, ea a trecut peste trei adversare pentru a fi eliinată în runda a patra în seturi consecutive de Agnieszka Radwańska pentru a treia oară în acest an.
La Wimbledon, ea a câștigat meciul din runda de deschidere cu Virginie Razzano, dar în runda a doua a fost eliminată de Eugenie Bouchard. În iulie, Sears și Ivanovic se despart și ea l-a angajat pe Nemanja Kontic ca antrenor.
La US Open, Ivanovic a ajuns în runda a patra, unde a pierdut din nou în fața Victoriei Azarenka în trei seturi. Câștigând primul set cu Azarenka, Ivanovic a câștigat primul ei set împotriva unei adversare din top zece la o competiție majoră de când a câștigat Openul Francez din 2008, punând capăt unei serie de 15 seturi consecutive pierdute împotriva unui cap de serie din top zece.
Ivanovic a încheiat sezonul 2013 pe locul 16.

### 2014: Revenirea în top 5

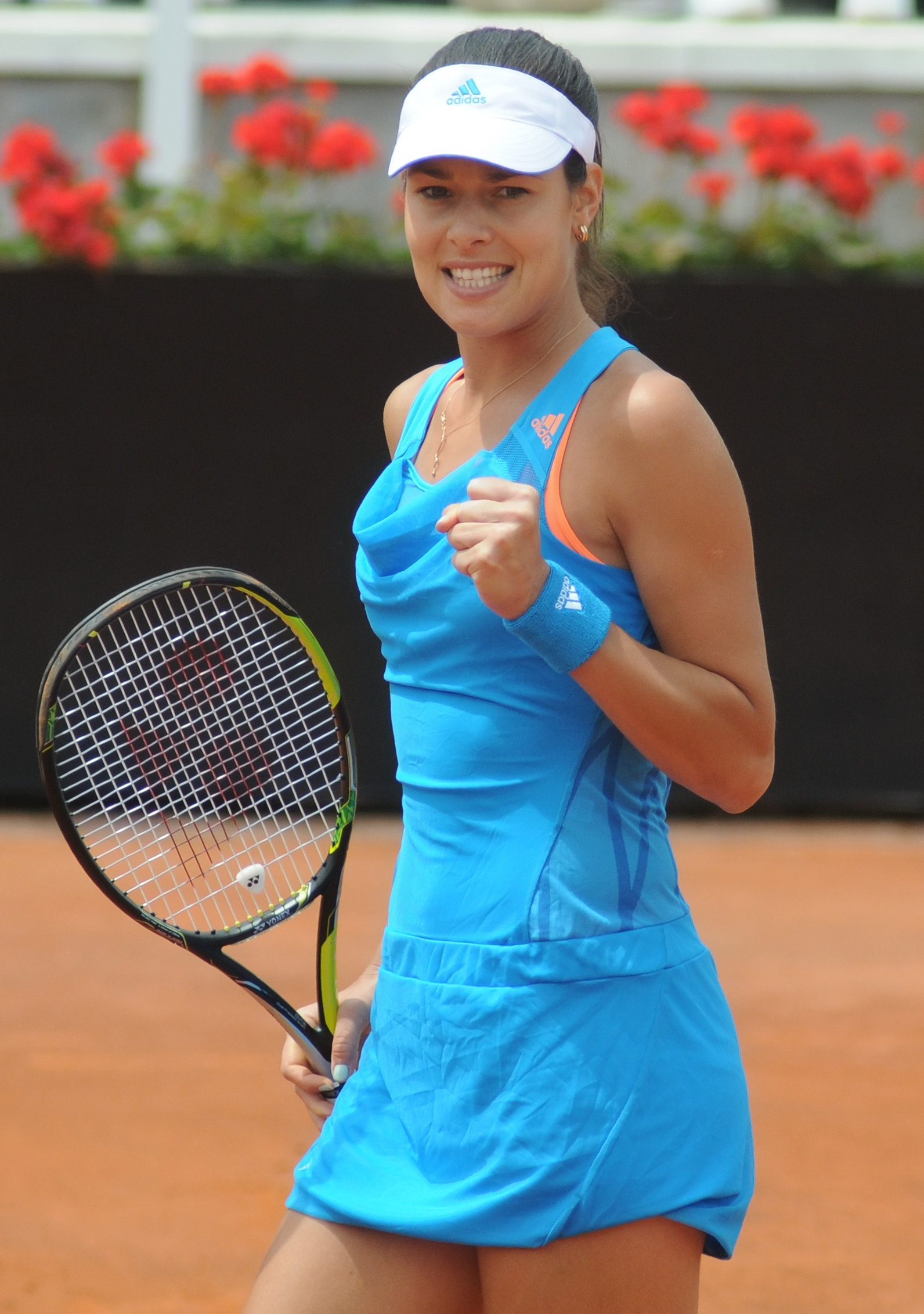
Ana Ivanović la Internazionali BNL d'Italia 2014

Ivanovic a început sezonul 2014 câștigând titlul la WTA Auckland Open, învingând-o pe Venus Williams în finală în trei seturi, pentru al 12-lea titlu și primul din noiembrie 2011. La Australian Open, ea a învins-o pe Serena Williams în runda a patra, prima ei victorie în fața lui Williams. Ea a pierdut în sferturile de finală, în trei seturi, în fața canadiencei Eugenie Bouchard.
S-a retras de la Paris GDF Suez Open din cauza unei accidentări la șold. La Qatar Total Open, ea a fost eliminată în runda a doua de Klára Koukalová. În aceeași etapă a Campionatului de tenis din Dubai, a fost învinsă de Venus Williams.
Reprezentând Serbia în Fed Cup împotriva României, Ivanovic a pierdut împotriva Soranei Cîrstea, dar a învins numărul 5 mondial Simona Halep în seturi consecutive.
Ivanovic a participat apoi la Stuttgart Open, unde a ajuns până în finală, realizând finale consecutive pentru prima dată în carieră. De asemenea, a fost pentru prima dată în cinci ani, de la BNP Paribas Open din 2009, când Ivanovic a ajuns într-o finală de nivel Premier. Pe drum, ea a atins alte etape ale carierei, învingând-o pe Julia Görges pentru a 400-a victorie în carieră și pe numărul 6 mondial, Jelena Janković, pentru a 40-a victorie în top-10 din carieră. În cele din urmă, ea a pierdut în finala în trei seturi în fața Mariei Șarapova.
La Madrid, Ivanovic a câștigat primele trei meciuri în seturi consecutive pentru a ajunge în sferturi de finală, pierzând în fața Simonei Halep în doar o oră. Ivanovic și-a luat revanșa pentru înfrângerea de la Stuttgart împotriva lui Șarapovei la Italian Open, învingând-o în runda a treia în seturi consecutive, devenind astfel singura jucătoare care a învins-o pe Șarapova pe zgură în acel an.

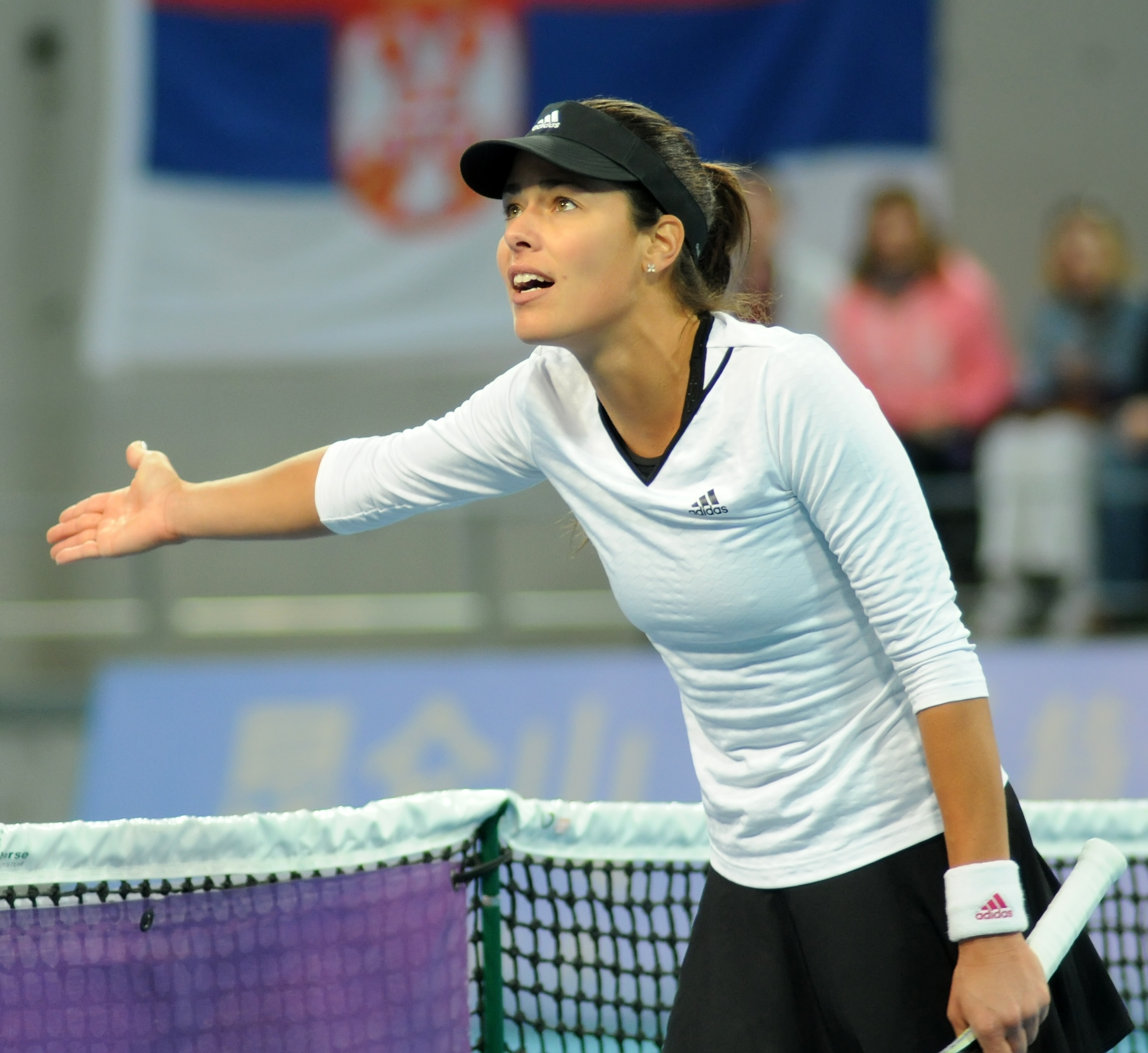
Discutând cu arbitrul la China Open 2014

La Roland Garros, Ivanovic a fost cap de serie nr. 11. Acesta a fost cel mai bun clasament al ei de Grand Slam de la US Open din 2009, unde a fost tot favorită 11. În primele două runde, ea le-a învins pe stelele în ascensiune, Caroline Garcia și Elina Svitolina, înainte de a pierde în fața Lucie Šafářová, locul 23, în seturi consecutive. Aceasta a marcat a cincea oară consecutiv când Šafarova a învins-o pe Ivanovic.
Ivanovic a făcut o tranziție rapidă de la zgură la iarbă, câștigând primul ei titlu pe iarbă la Birmingham Classic. Ivanovic a învins-o în finală pe Barbora Strýcová, care a ajuns în sferturi de finală la Wimbledon. În toate meciurile, ea a pierdut cel mult cinci game-uri. La Wimbledon, Ivanovic a fost favorită 11. A început bine, cu victorii în fața lui Zheng Jie și Francesca Schiavone, toate în seturi consecutive. În runda a treia s-a confruntat cu Sabine Lisicki, specialista în terenuri pe iarbă și finalista de la Wimbledon 2013, care a învins-o în trei seturi. Meciul a fost deosebit de ciudat pentru că s-a jucat pe parcursul a trei zile. Prima parte s-a jucat sâmbătă, Lisicki conducând cu 6–4, 1–1, meciul a fost suspendat din cauza luminii slabe. Duminică a fost pauză și meciul a continuat luni când s-a disputat în două părți, fiind întrerupt din cauza ploii. În prima perioadă de joc, Ivanovic a luat avânt. La reluare, Lisicki va câștiga șapte din următoarele nouă game-uri. După Wimbledon, Ivanovic nu și-a reînnoit contractul cu antrenorul Nemanja Kontic. L-a angajat pe Dejan Petrovic ca antrenor.

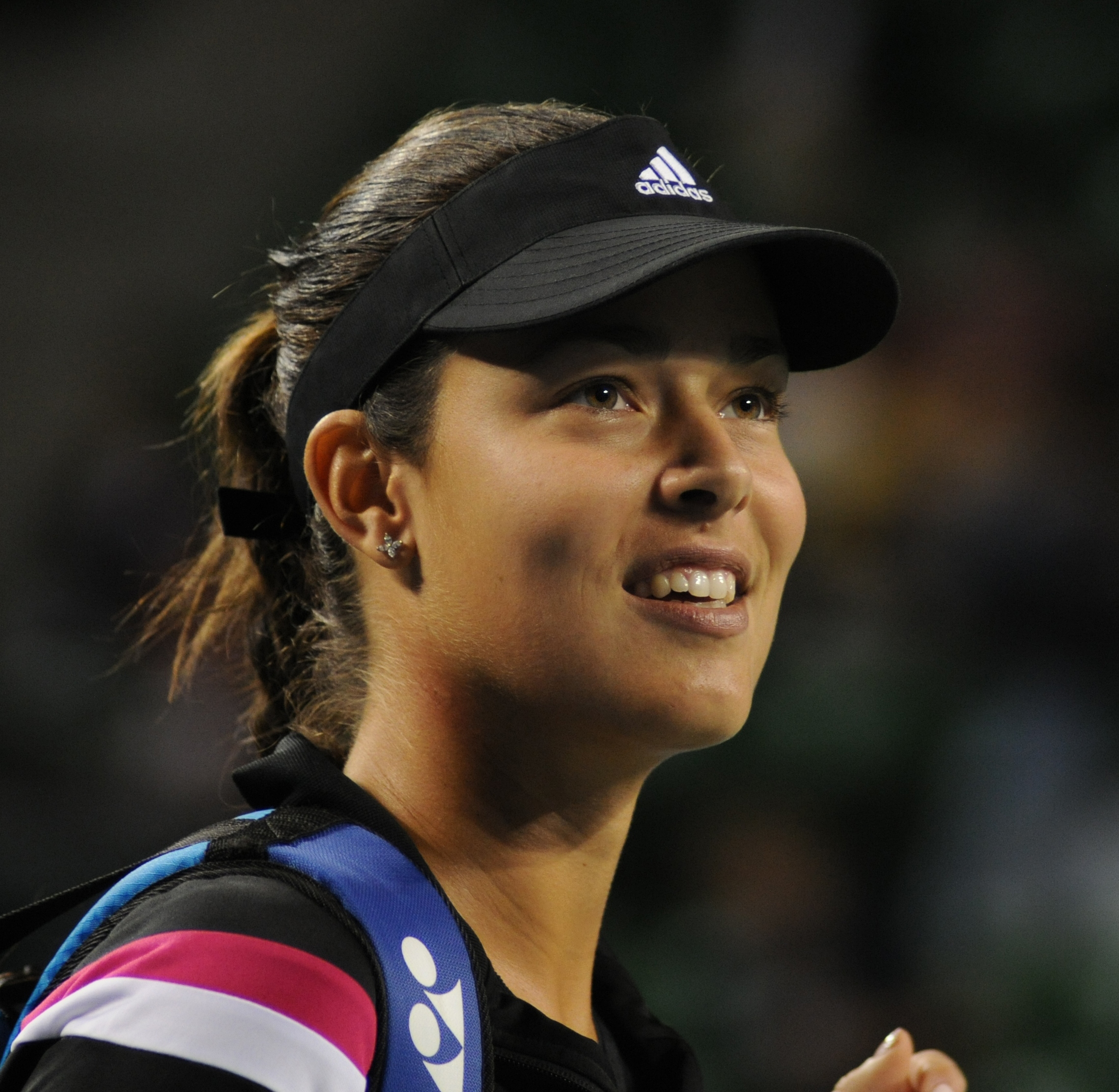
La Pan Pacific Open, 2014

La US Open, Ivanovic a fost cap de serie nr. 8, cel mai mare cap de serie de Grand Slam de la Openul Francez din 2009. În prima rundă, ea a învins-o pe americanca Alison Riske în seturi consecutive, permițând adversarei ei să câștige doar trei game-uri, dar a fost eliminată de cehoaica Karolína Plíšková, în runda a doua, în două seturi strânse.
În luna următoare, Ivanovic a jucat la Tokyo, învingându-le pe fosta nr. 1 mondial Azarenka, Šafářová (încheind seria ei de cinci înfrângeri consecutive împotriva Cehiei) și favorita nr. 1 Angelique Kerber pentru a ajunge în finală. Apoi, a învins-o pe finalista de la US Open Wozniacki în seturi consecutive pentru cel de-al 15-lea titlu. A marcat câteva realizări personale: aceasta a fost cea de-a 52-a victorie și al patrulea titlu al sezonului, ambele recorduri personale. La Wuhan, ea a trebuit să joace a doua zi după ce a câștigat la Tokyo și a decis să se retragă în setul doi al meciului cu Anastasia Pavlyuchenkova. Ivanovic a intrat la Beijing revigorată și le-a învins pe Belinda Bencic, Romina Oprandi și Lisicki, toate în seturi consecutive. Urma să se întâlnească în sferturi cu Simona Halep, dar numărul 2 mondial a fost nevoită să se retragă, permițând lui Ivanovic să avanseze în semifinale. Ivanovic a pierdut în fața Șarapovei, dar cu acele puncte și-a asigurat locul în finala WTA.
După ce s-a calificat la Turneul Campioanelor, Ivanovic a fost în Grupa Roșie alături de Serena Williams, Halep și Bouchard. În primul meci al turneului, împotriva Serenei Williams, ea a pierdut în seturi consecutive. Cu toate acestea, ea a câștigat al doilea meci, împotriva lui Bouchard. În ciuda faptului că a învins-o pe Halep în ultimul său meci round-robin, Ivanovic nu a reușit să avanseze. Ea a devenit prima jucătoare de la Lindsay Davenport în 2004 care nu a avansat în semifinale cu un record de 2-1 în jocul RR. Cu toate acestea, Ivanovic a terminat anul pe locul 5, al doilea cel mai bun clasament de sfârșit de an de când a devenit profesionistă.

## Rezultate

### Turnee de Grand Slam
| C | F | SF | QF | #R | RR | Q# | P# | DNQ | A | Z# | PO | Au | Ag | Br | NMS | P | NH |

#### Simplu
| Turneu                    | 2004 | 2005  | 2006  | 2007  | 2008  | 2009  | 2010  | 2011  | 2012  | 2013  | 2014  | 2015  | 2016  | SR     | W–L     |
| ------------------------- | ---- | ----- | ----- | ----- | ----- | ----- | ----- | ----- | ----- | ----- | ----- | ----- | ----- | ------ | ------- |
| Turnee de Grand Slam      |      |       |       |       |       |       |       |       |       |       |       |       |       |        |         |
| Australian Open           | –    | 3R    | 2R    | 3R    | F     | 3R    | 2R    | 1R    | 4R    | 4R    | QF    | 1R    | 3R    | 0 / 12 | 26–12   |
| French Open               | –    | QF    | 3R    | F     | C     | 4R    | 2R    | 1R    | 3R    | 4R    | 3R    | SF    | 3R    | 1 / 12 | 37–11   |
| Wimbledon                 | –    | 3R    | 4R    | SF    | 3R    | 4R    | 1R    | 3R    | 4R    | 2R    | 3R    | 2R    | 1R    | 0 / 12 | 24–12   |
| US Open                   | Q1   | 2R    | 3R    | 4R    | 2R    | 1R    | 4R    | 4R    | QF    | 4R    | 2R    | 1R    | 1R    | 0 / 12 | 21–12   |
| Câștigat–pierdut          | 0–0  | 9–4   | 8–4   | 16–4  | 16–3  | 8–4   | 5–4   | 5–4   | 12–4  | 10–4  | 9–4   | 6–4   | 4–4   | 1 / 48 | 108–47  |
| Statistici carieră        |      |       |       |       |       |       |       |       |       |       |       |       |       |        |         |
| Titluri–finale            | 0–0  | 1–1   | 1–1   | 3–5   | 3–4   | 0–1   | 2–2   | 1–1   | 0–0   | 0–1   | 4–6   | 0–1   | 0–0   | N/A    | 15–23   |
| Overall win–loss          | 37–5 | 40–14 | 35–18 | 51–18 | 38–15 | 24–14 | 33–20 | 32–20 | 37–21 | 40–23 | 58–17 | 28–19 | 15–16 | N/A    | 467–212 |
| Poz. clasament sf. anului | 97   | 16    | 14    | 4     | 5     | 22    | 17    | 22    | 13    | 16    | 5     | 16    | 63    | –      | –       |

### Simplu: 3 (1 titlu, 2 finale)
| Rezulatt | An   | Turneu          | Suprafață | Adversar       | Scor     |
| -------- | ---- | --------------- | --------- | -------------- | -------- |
| Pierdut  | 2007 | French Open     | Zgură     | Justine Henin  | 1–6, 2–6 |
| Pierdut  | 2008 | Australian Open | Dură      | Maria Șarapova | 5–7, 3–6 |
| Câștigat | 2008 | French Open     | Zgură     | Dinara Safina  | 6–4, 6–3 |